# Fronteira Angola–Zâmbia
A fronteira entre Angola e Zâmbia é a linha que limita os territórios de Angola e da Zâmbia. De norte para sul, esta fronteira começa no ponto onde se unem a fronteira Angola-República Democrática do Congo e a fronteira República Democrática do Congo-Zâmbia, seguindo para sul e cruzando o rio Zambeze perto das cataratas Chavuma. Termina a norte da faixa de Caprivi, na tríplice fronteira Angola-Zâmbia-Namíbia.

## Descrição
O traçado começa na tríplice fronteira com a República Democrática do Congo e utiliza vários rios e linhas retas por aproximadamente 165 milhas ao sul até o 13º paralelo sul. A fronteira então se estende para o oeste por 135 milhas ao longo do paralelo 13 até atingir o 22º meridiano leste, que corre para o sul por mais 220 milhas. O restante percurso até à tríplice fronteira com a Namíbia é constituído por segmentos retos que se ramificam junto ao rio Cuando.

## Passagens de fronteira
Do lado da Zâmbia a Estrada T5 que percorre 35 quilómetros de oeste a noroeste, no distrito de Ikelenge, termina na fronteira com Angola.